# Dogo brasileño

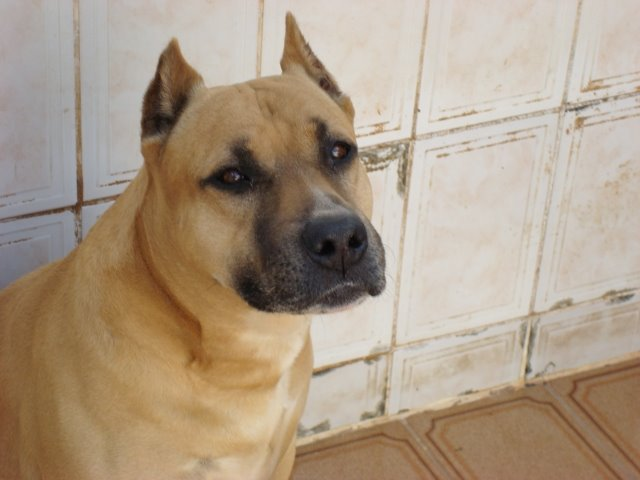
Dogue brasileiro

Dogo brasileño (en portugués: Dogue brasileiro) es una raza de perros creada en Brasil específicamente para la función de perro guardián. Surgió en el fin de la década de 1970 a partir del cruzamento entre Bull terrier inglés y Bóxer. Inicialmente nombrada como bull boxer (bull terrier + boxer), su creador, Pedro Ribeiro Dantas, dio nuevo nombre a la raza para explicitar que se trata de un descendiente de molosso (Dogo) y su nacionalidad es brasileña.

## Etimología
"Dogue" en portugués y francés es una palabra que tiene su equivalente grafado en español como presa o dogo, y en inglés y alemán como "dogge", puede derivar del propio inglés antiguo "docga" que significa "perro poderoso, musculoso"; o del Proto-germânico "dukkǭ" que significa "poder; fuerza". La denominación "dogue" o "dogo" fue y es comúnmente utilizada para nombrar un tipo de perro cazador con constitución física molossóide.

## Historia

### Origen[2][3]

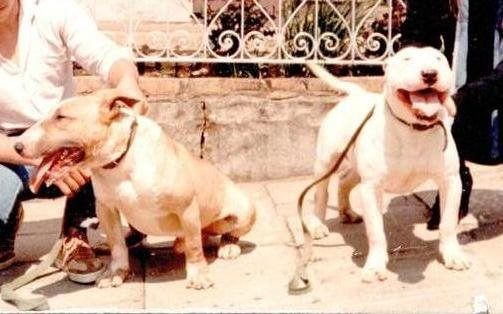
Dos de los bull terriers utilizados en el inicio.

En 1978 Pedro Ribeiro Dantas era creador de bull terriers en Caxias do Sul, Río Grande do Sul, Brasil. Después de insistência de un vecino que tenía una perra bóxer, aceptó cruzar uno de sus bull terriers con la bóxer.
Nacida la camada, Pedro le gustó de una cachorra y resolvió crearla bautizándola con el nombre de Tigresa por cuenta de su marcación de pelos raiados. La medida que Tigresa crecía demostraba excepcionales calidades. Era muy obediente, muy cariñosa, aprendía fácil y tenía excelente compleição física y vigor. Al contrario de los bull terriers que con el pasar de los años su selección privilegió el desarrollo de hipertipias en detrimento de la funcionalidad (parecido con lo que aconteció con el buldogue inglés), Tigresa era una perra muy funcional, ágil, fuerte y excelente en la guardia. Su vigor físico era superior a los de los bull terriers y boxers, no se cansaba fácil, llena de disposición y sin problemas de salud o estructurales. También se notó que Tigresa era una perra mucho más tolerante con perros en relación con los bull terriers. Cuando estos la provocaban, ella acostumbraba esquivar-si de las agresiones e imponerse a ellos sin usar de la agressividade usando sólo su potencial físico superior y su equilibrio.
Percibiendo que la cruza resultó en un perro funcional, equilibrado, excelente en la guardia y con excelente vigor físico, Pedro buscó informaciones junto a otras personas que cogieron cachorros de la camada para crear. Sus dueños relataron que los perros eran excelentes en la guardia, extremadamente dóceis con la familia así como tenían también excelente vigor físico.
Se buscó entonces hacer más una cruza de bull terrier y boxer para ver si las características de la camada se mantenían.
Al comprobar que las características se mantenían, se cruzaron los perros de diferentes líneas de sangre para tener la certeza se nacían perros con las mismas características o con las hipertipias de sus ancestrales.
Fue comprobado más una vez que las características se mantenían, entonces fue decidido iniciar el desarrollo de una nueva raza canina.

### Desarrollo[2]
Después de la primera generación de cruzamentos entre bull boxers, Pedro Dantas fue cruzando al largo de la década de 1980 los perros y sus descendientes. Sin intención de hacer números, hacía él cruzas esporádicas y planeadas donando los cachorros a conocidos para crear.
Con el nacimiento de las camadas, de manera cuidadosa, se anotaban las informaciones del árbol genealógica de cada perro.
También se percibían las características de los perros, tales como comportamiento en relación con la familia y otros animales, sus instintos de guardia, enfermedades y porte físico.
Se constató que, de manera prácticamente uniforme, los bull boxers tenían las siguientes características:
1. Extremadamente eficientes en la guardia, probablemente cogiendo las buenas características de guardia del boxer y del bull terrier en un perro sólo.
2. Extremadamente apegados a la familia y equilibrados, cogiendo del boxer y del bull terrier la dedicación y amor que tienen por el dueño y por la familia.
3. Porte físico equilibrado y potente, heredando las características físicas del boxer mejoradas así como las del bull terrier mejoradas, heredando, también, la mayor tolerancia a la dolor del bull terrier.
4. Perro con longevidad alrededor de 13 años.Pedro Ribeiro Dantas y el perro Pallus de Tasgard, un Dogo brasileño.

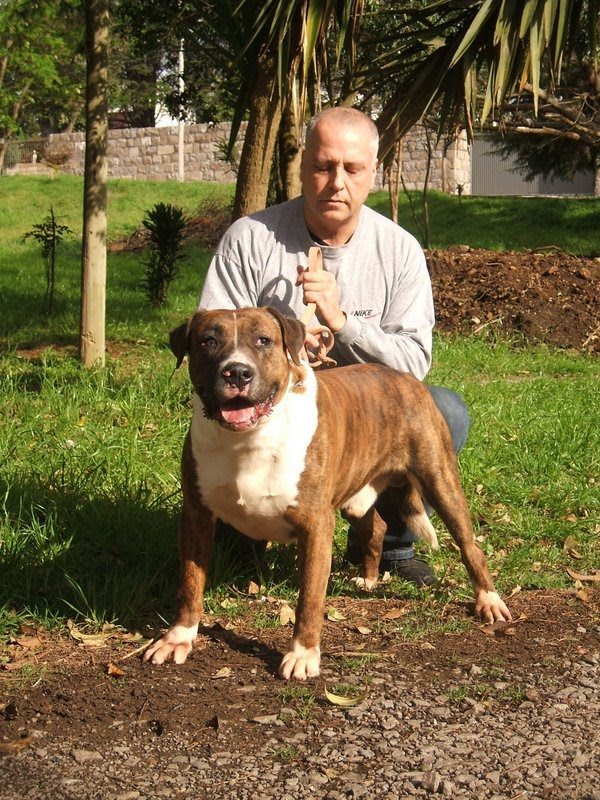
Pedro Ribeiro Dantas y el perro Pallus de Tasgard, un Dogo brasileño.

La esta altura el creador de la raza no estaba totalmente convencido de que el bull boxer era un perro con características físicas y de temperamento únicas para formar una nueva raza. Siendo así, adquirió algunos ejemplares de razas similares para comparar. Adquirió el American Staffordshire Terrier.
Se percibió que físicamente eran suficientemente diferentes y la cuestión del carácter y del instinto también eran suficientemente diferentes.
Se decidió entonces por cruzar algunos ejemplares de bull boxer con el american staffordshire terrier para ver si las características se mantenían. Para sorpresa de Pedro Dantas, al menos en la primera generación, las características del bull boxer se mantenían en los filhotes y ejemplares adultos.
Con la prueba no fue insertado más sangre de American Staffordshire Terrier y se convenció crear la raza, cerrando el sangre en los ejemplares de bull boxers ya existentes.

### Bull Boxer Club
Bull Boxer Club es la entidad responsable por el mantenimiento de la raza y definición del estándar. Su presidente es Pedro Ribeiro Dantas, creador de la raza.
La entidad fue creada en 1986 cuando comenzó a crecer el interés por la raza en Caxias do Sul, emitiendo un Pedigree del club a partir de entonces para los perros nacidos y registrados. Como ya se tenía el registro genealógico de los perros usados anteriormente para fines de experiencia, fue relativamente fácil organizarlos en la entidad creada.
Los días actuales la entidad cuenta con una base de datos con registro superior a 2000 ejemplares. El número actual no refleja el número de perros vivos, visto que los más antiguos ciertamente ya murieron.
El Bull Boxer Club posee una base de datos con informaciones de todos los perros de esta raza. La expedición del pedigree es hecha mediante pedido y después de la verificación de la camada, hecha personalmente por un evaluador. No existe carga alguno para el propietario o creador que desea certificar sus ninhadas. Si al adquirir un perro los padres ni los cachorros tienen pedigree del Bull Boxer Club, significa que no es un dogo brasileño.
Hoy el dogo brasileño no es simplemente una cruza de bull terrier y bóxer, es un trabajo de más de 30 años de selección planeada que amenizou los defectos heredados de la raza, aprimorou sus calidades, hizo más homogénea las características físicas y el temperamento de los perros y el trabajo continúa a ser hecho. Hubo una alteración en el estándar en 2007 y hoy el trabajo continúa en producir camadas el más homogéneas posibles con características muy bien fijadas.
Actualmente, además del citado anteriormente, para adquirir el título de campeón en las pistas de la CBKC el dogo brasileño precisa antes ser sometido a la prueba de apreciación de carácter. Prueba esa aplicada y homologada por el Bull Boxer Club, constituyendo una exigencia en el estándar de la raza. Así se direcciona la creación y reproducción en la preocupación en aprimorar no sólo el físico de la raza, pero también el temperamento del perro para producir perros de excelente calidad para guardia y compañía.

## Apariencia[2][5]
Según el estándar de la CBKC, sobre el aspecto general el dogo brasileño és un: "perro de aspecto sólido, macizo y no esgalgado, sin parecer, sin embargo, atarracado o desproporcionalmente pesado. Debe dar impresión de agilidade y fuerza, con músculos muy fuertes, largos y marcados, dando la impresión de gran potencia e impulsión. Huesos fuertes."
Debe pesar entre 29 y 43 kg para los machos (preferentemente 39 kg) y de 23 a 39 kg (preferentemente 33 kg) para las hembras. Su altura a la cruz está comprendida entre 54 a 60 cm (preferentemente 58 cm) para los machos y de 50 a 58 cm (preferentemente 56 cm) para las hembras.
El hocico debe ser negro y bien pigmentado. En cuanto a la pelagem, son aceptas todos los colores. Las orejas son de inserción ligeramente más altas que la línea de los ojos, opcionalmente cortadas en forma de triángulo isósceles relativamente cortas. La cola es gruesa y de inserción media, opcionalmente cortada en un tercio, así como la del Mastín napolitano. El pelo es curto o medio. La mordida es de tipo tijera o de tipo pinza.

## Salud
No fueron relatadas enfermedades específicas de la raza o enfermedades genéticas en ancha escala. Es relativamente longeva, siendo que hubo varios individuos que ultrapasaron los 13 años de edad. Son indicadas las medidas profilácticas como contra parásitos externos e internos y otras enfermedades como Eritema infeccioso y moquillo.
El Bull Boxer Club pretende, futuramente, hacer una base de datos relativos a los óbitos de dogue brasileño objetivando recolección de datos de la causa de la muerte por enfermedades, a fin de tener un control más filtrado de los problemas de salud que acometen la raza llevando a la muerte y dar directrices a los creadores para reducirse la incidencia de ellas.

## Títulos y pruebas

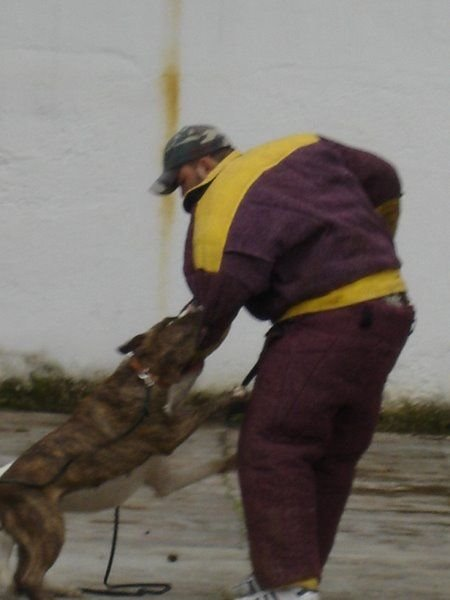
Dos dogos brasileños en ataque conjunto. Este tipo de prueba es aplicada por el Bull Boxer Club.

A fin de mantener la raza siempre apta al trabajo en la medida del posible, fue priorizada la selección de perros aptos a su función. Esto significa que el dogo brasileño, para la participación en campeonatos de conformación, debe ser atestado en la prueba de apreciación de carácter. 